# Carlo d’Arco
Carlo d’Arco, auch Karl d’Arco (* 8. September 1799 oder 22. Januar 1800 in Mantua; † 26. Januar 1873 in Mantua) war ein italienischer Kunsthistoriker, Maler und Nationalökonom.

## Leben
Der Neffe des Giambattista Gherardo d’Arco ging 1816 nach Mailand und studierte mehrere verschiedene Wissensgebiete. Später wirkte er erst in Florenz, später in Rom als Maler von historischen Gemälden, die zu seiner Zeit in Italien sehr geschätzt wurden. Er wandte sich dann dem Studium der Kunstschätze seiner Vaterstadt zu, als dessen Frucht er 1827–1837 mehrere Galeriewerke mit Kupferstichen nach seinen Zeichnungen veröffentlichte.
Sein erstes schriftstellerisches Werk war die 1838 erschienene Geschichte des Lebens und der Werke Giulio Romano. Von größerer Bedeutung war das Werk Delle arti e degli artifici di Mantova, das die mantuanische Kunstgeschichte von den ersten Zeiten des Mittelalters an mit Berücksichtigung der bürgerlich-politischen Verhältnisse umfasst. Er schrieb Werke über Nationalökonomie, Statistik, Kunst sowie Archäologie.

## Werke
- Studj statistici sulla popolazione di Mantova (Mant. Negretti 1839)
- Di cinque valenti incisori mantovani del secolo XVI e delle stampe da loro operate (1840)
- Dalla economia politica del Municipio di Mantova (Mant. Negretti 1842)
- Nuovi Studj intorno alla economia politica del Municipio di Mantova a’ tempi del medio evo (Mant. Negretti 1846)
- Intorno al carattere nazionale che aver debbono le arti italiani